# Borsodbóta
Borsodbóta község Borsod-Abaúj-Zemplén vármegyében, az Ózdi járásban.

## Fekvése
A Bükk-vidék lankái között fekszik, Miskolctól közúton 45 kilométerre nyugatra, Ózdtól 8 kilométerre keletre. A környező települések közül Sáta és Uppony 4-4, Sajómercse 7 kilométerre fekszik; a legközelebbi város a 8 kilométerre fekvő Ózd.

### Megközelítése
Csak közúton érhető el, Sáta érintésével a 2521-es, Putnok térsége felől a 2523-as, Ózd vagy Uppony felől pedig a 2524-es úton.

## Története
A terület már az ókorban is lakott volt, ezt bizonyítják a környéken talált bronzkori kardok. Írásos emlékeink 1494-ben említik először, Bolcha néven. 1954-ig Bóta volt a község neve, ekkor vette fel a Borsodbóta nevet.
A 14. században a Bélháromkúti Apátság birtoka volt, később több birtokos követte egymást, köztük az egri püspökség is. Az egyház befolyása miatt a reformáció nem honosodott meg Bótán.
A falu Borsod vármegye Ózdi járásába tartozott.
A 20. században a lakosságnak főként az ózdi kohászat és a putnoki bánya adott munkát. A rendszerváltás utáni gazdasági válság a községet súlyosan érintette. Jelenleg a turizmusra támaszkodva igyekszik talpra állni.

## Közélete

### Polgármesterei
- 1990–1994: Gulyás János (Munkáspárt)[4]
- 1994–1998: Gulyás János (Munkáspárt)[5]
- 1998–2002: Gulyás János (Munkáspárt)[6]
- 2002–2005: Gulyás János (Munkáspárt)[7]
- 2005–2006: Gulyás János (Munkáspárt)[8]
- 2006–2010: Gulyás János (Munkáspárt)[9]
- 2010–2014: Gulyás János (Munkáspárt)[10]
- 2014–2019: Gulyás János (Munkáspárt)[11]
- 2019–2024: Gulyás János (Munkáspárt)[12]
- 2024– : Gulyás János (Munkáspárt)[1]

A településen 2005. április 10-én időközi polgármester-választást kellett tartani, mert a polgármester tisztsége egy bírósági ítélet következményeként megszűnt.

## Népesség
A település népességének változása:
| Lakosok száma | 921  | 911  | 872  | 820  | 806  | 785  | 782  |
|               | 2013 | 2014 | 2018 | 2021 | 2022 | 2023 | 2024 |

2001-ben a településen a lakosság mintegy 50%-át magyar, 50%-át cigány nemzetiségű emberek alkották.
A 2011-es népszámlálás során a lakosok 87,4%-a magyarnak, 19,3% cigánynak mondta magát (12,5% nem nyilatkozott; a kettős identitások miatt a végösszeg nagyobb lehet 100%-nál). A vallási megoszlás a következő volt: római katolikus 61,5%, református 3,5%, görögkatolikus 0,2%, felekezeten kívüli 6,1% (27,1% nem válaszolt).
2022-ben a lakosság 93,8%-a vallotta magát magyarnak, 28,2% cigánynak, 0,4% németnek, 0,1% ukránnak, 1,9% egyéb, nem hazai nemzetiségűnek (5,1% nem nyilatkozott; a kettős identitások miatt a végösszeg nagyobb lehet 100%-nál). Vallásuk szerint 30% volt római katolikus, 1,4% református, 0,1% görög katolikus, 5,3% egyéb keresztény, 31,1% felekezeten kívüli (31% nem válaszolt).

## Látnivalók
- Kastély: Borbély-Maczky Emil tulajdona volt. Jelenleg óvoda működik benne.
- Elly forrás
- Római katolikus templom: 1938. október 20-án szentelték fel Jézus Szent Neve tiszteletére. Neo-román stílusú. Oltárképe: Mária a kis Jézussal. Molnár C. Pál festette. A falakat szolíd, magyaros növényi díszítőelemekkel festették.
- Őrhegy: Borsodbóta és Sáta határán, a község fölé magasodó hegy. 401 méter magas, kúp alakú, ahonnan látni a Kékestetőt.
- Vashegy: amelyben kisebb-nagyobb mennyiségű vas található.
- Veres
- Halatvén: gombázó- és vadászhely.
- Emlékmű a világháborúkban elesett magyarok emlékére.
- Kilátó

## Testvértelepülés
- Dernő, Szlovákia